# Cajon (Einheit)
Der Cajon war eine Masseneinheit für Erze in den südamerikanischen Ländern Argentinien, Bolivien, Chile und Peru.
Allgemeine Grundlage für ein Quintal (spanisch für: Zentner) war die spanische Libra mit vier Arrobas. Eine Arroba entsprach 11,506 Kilogramm.
- Argentinien und Bolivien
  - 1 Cajon = 50 Quintales ~ 2301 Kilogramm
- Chile 
  - 1 Cajon = 64 Quintales ~ 2945 Kilogramm
- Peru 
  - 1 Cajon = 60 Quintales ~ 2761 Kilogramm

Über die Kastilische Libra mit 460 Gramm für eine Marc zu acht Unzen versuchte man durch „Gleichsetzung“ mit dem Cajon den Silbergehalt zu erhalten. Unter einem Cajon verstand man ein Gewicht von zehn Quintales/Zentnern zu 100 Libra/Pfund oder 12 000 Marc; also ein Erz von zwölf Marc im Cajon. Die verarbeitbaren Erze hatten aber gewöhnlich nicht mehr als acht bis zehn Marc Silber auf den Cajon Erz.